# 王浍
王浍，字玄佐，一字贤佐，金朝末年、蒙古初年人物，咸平（今辽宁开原市）人。曾经在蒲鲜万奴建立的东夏国担任丞相。
王浍精于《易》学，又通星历谶纬之学。金章宗明昌初年，以德行才名召至京师，任命为官，没有就任。朝廷授任信州教授，未几自请免去。再授博州教授，知州以下都按老师尊重，还是弃官而去。王浍年老隐居，蒲鲜万奴宣抚辽东，聘他进入幕府。贞祐三年（1215年），金朝朝廷任命他为右谏议大夫、太中大夫、充辽东宣抚司参谋官。次年，蒲鲜万奴称帝，任命他为宰相。王浍多次劝谏蒲鲜万奴，万奴不听。金朝想要通过他招降蒲鲜万奴，升任王浍为中奉大夫。王浍已经辞官而去，九十余岁在家中去世。《谷音》录其诗六首，《中州乐府》录其词一首。